# ぼくのともだち
「ぼくのともだち」は、1999年4月から2002年3月まで、NHK「おかあさんといっしょ」内で放送された短編アニメ。※2000年度・2001年度は、「みんなの広場だ!わんパーク」にて、内包され放送していたこともあった。
電化製品が人格を持って繰り広げるシュールなショートストーリー。電化製品だけではなく通常の人間も登場する。

## 登場キャラクター
すいはんきくん
声 - 山崎依里奈
本作の主人公。水色の長そでシャツに茶色の短パンをはいた少し旧式の炊飯器。頭の炊飯器は感情や食べたものに応じて様々なものが炊ける。
いっしょくん
すいはんきくんの相棒の米粒。好きな場所はすいはんきくんの頭の中。げんまいさんという人に一目惚れしている。
れいぞーこくん
声 - 並木伸一
二枚扉の冷蔵庫。上下の扉にそれぞれ顔がある。どちらがしゃべるのかは不明。
そうじきさん
声 - 辻香織
赤い掃除機。取っ手にリボンのような赤い布が結ばれている。一時期夜中のみに緑色の怪獣になったことがある。
ナレーション
声 - ドリアン助川

## スタッフ
- 原作・脚本・原画 - のぶみ
- 絵コンテ・演出 - 蔭山康生、萩原一則
- シリーズ構成 - 久野レイ、須田泰也
- 音楽 - 山口優、磯部智子、あらきなおみ